# Gryfice (gmina)
Pour la ville, voir Gryfice.
Gryfice est une gmina mixte du powiat de Gryfice, Poméranie occidentale, dans le nord-ouest de la Pologne. Son siège est la ville de Gryfice, qui se situe environ 69 km au nord-est de la capitale régionale Szczecin.
La gmina couvre une superficie de 261,63 km2 pour une population de 23 963 habitants en 2016.

## Géographie
Outre la ville de Gryfice, la gmina inclut les villages de Barkowo, Baszewice, Borzęcin, Borzyszewo, Brodniki, Dobrzyń, Dziadowo, Górzyca, Grądy, Grębocin, Grochów, Jabłonowo, Jasiel, Kołomąć, Kowalewo, Krakowice, Kukań, Łopianów, Lubieszewo, Lubin, Lubków, Mierzyn, Niedźwiedziska, Niekładź, Ościęcin, Otok, Podłęcze, Popiele, Prusinowo, Przybiernówko, Raduń, Rotnowo, Rybokarty, Rzęsin, Rzęskowo, Sikory, Skalin, Skowrony, Smolęcin, Sokołów, Stawno, Świeszewo, Trzygłów, Waniorowo, Wilczkowo, Witno, Wołczyno, Zacisze, Zagórcze, Zaleszczyce et Zielin.
La gmina borde les gminy de Brojce, Golczewo, Karnice, Płoty, Świerzno et Trzebiatów.